# Sanjay Jeeva
Sanjay Jeeva (* 3. Juli 1999 in Kuala Lumpur) ist ein malaysischer Squashspieler.

## Karriere
Sanjay Jeeva spielte 2019 erstmals und seit 2022 auf der PSA Squash Tour und gewann auf dieser bislang einen Titel. In seiner Zeit bei den Junioren spielte Jeeva für Belgien und bestritt 2019 auch seine erste Teilnahme auf der Tour unter belgischer Flagge. Seine Familie zog 2010 nach Belgien, nachdem seine Mutter, eine Zollbeamtin, eine Stelle bei der Weltzollorganisation in Brüssel antrat.
Ab 2022 ging Jeeva unter malaysischer Flagge an den Start. Nach einer Debütsaison 2022/23 ohne besondere Erfolge gewann er in der Folgesaison in Bermuda im April 2024 nach einem Finalerfolg gegen Andrés Herrera seinen ersten Titel. Seine höchste Platzierung in der Weltrangliste erreichte er mit Rang 58 am 10. März 2025. Mit der malaysischen Nationalmannschaft nahm er 2023 und 2024 an der Weltmeisterschaft teil. Im Einzel stand er 2025 erstmals im Hauptfeld des Turniers.
Jeeva absolvierte von 2017 bis 2021 ein Biologiestudium am Franklin & Marshall College in Lancaster, Pennsylvania, für das er auch im College Squash aktiv war.

## Erfolge
- Gewonnene PSA-Titel: 1